# Fireships
Albums de Peter Hammill
The Fall of the House of Usher
(1990) The Noise
(1992)
Fireships est le dix-neuvième album de Peter Hammill, sorti en 1991.

## Liste des titres
1. I will Find You
2. Curtains
3. His Best Girl
4. Oasis
5. Incomplete Surrender
6. Fireships
7. Given Time
8. Reprise
9. Gaia